# Język uvea zachodni
Język uvea zachodni, język zachodniouwejski, także fagauvea – język austronezyjski używany na wyspie Ouvéa w Nowej Kaledonii, należący do języków polinezyjskich. Jest to jeden z dwóch lokalnych języków wyspy (obok iaai). Rodzime określenie tego języka to Fagauvéa.
Według danych z 2009 roku posługuje się nim 2200 osób, z czego 51% zamieszkuje stolicę kraju. Uvea zachodni znany jest też znacznej części użytkowników języka iaai. Obie grupy wchodzą ze sobą w bliski kontakt. Obszar tego języka obejmuje północne (Heo) i południowe (Muli, Faava, Lekiny) fragmenty wyspy Ouvéa.
W uvea zachodnim zaznaczyły się wpływy iaai, zwłaszcza na poziomie leksyki i systemu fonemicznego. Jest jedynym spośród języków polinezyjskich, który wykorzystuje piątkowy (kwinarny) system liczbowy (prawdopodobnie wykształcony pod wpływem iaai). Niemniej rodzime liczebniki są używane stosunkowo rzadko, preferuje się formy iaai i francuskie. W zakresie podstawowej leksyki, składni i procesów derywacji uvea zachodni zachował cechy polinezyjskie.
Został opisany w postaci słownika z 1987 r.